# Sébastien Roch
Sébastien Roch é um romance do jornalista, panfletário, crítico de arte, romancista e autor dramático francês Octave Mirbeau, publicado pela Editora Charpentier em 26 de abril de 1890, depois de uma pré-publicação como novela em colunas do Écho de Paris. A última edição, prefaciada e anotada por Pierre Michel, é de fevereiro de 2011, na edições L'Âge de l'Homme, de Lausanne.1890. 

## Análise da obra

### O tema
Trata-se de um romance autobiográfico, psicológico e impressionista. A cena tem lugar no colegio de jésuitas Saint-François-Xavier de Vannes, donde o romancista foi caçado, na idade de quinze anos, em condições mais que suspeitas.
Neste terceiro romance assinado, Mirbeau transgride um grande tabu: o abuso de um adolescente perpretado por padres, assunto que só começa a ser tratado um século após a publicação desse livro. Desse modo, esse belo e emocionante romance foi vítima de uma verdadeira “conspiração do silêncio”.
Trata-se do relato do sacrifício de uma criança, cujas qualidades são todas destruídas por seus anos de colégio e pelos estupros, dos quais foi vítima. Chegado são, de corpo e espírito, ao colégio dos Jesuítas de Vannes, o joven Sébastien Roch, cujo nome e patronímico, altamente significativos, ficam sujos para sempre, é, além disso, injustamente acusado e perseguido de forma infame.
A educação jesuíta foi, para ele, um estupro do espírito, seguido de um estupro de seu corpo, ocorrido após uma armadilha de sedução conduzida com cinismo por um padre maquiavélico, seu próprio mestre de estudos, o Pai de Kern. Pois é ele mesmo que o faz ser expulso injustamente do colégio sobre o pretexto de supostas “amizades particulares” com seu único amigo e confidente, o tesista e revoltato Bolorec.

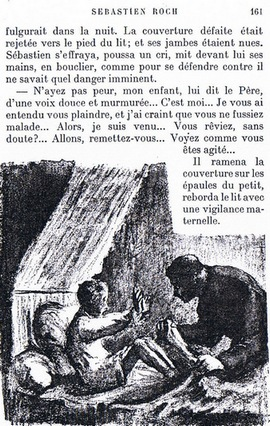
Illustração de H.-G. Ibels, 1906

A personalidade de Sebastien fica, assim, deformada para sempre, sua vida perde irremediavelmente qualquer sentido, valor ou finalidade. Em lugar de romance de formação (Bildungsroman) que esperávamos, Mirbeau nos dá o protótipo de um romance de deformação. 

### Dimensão da obra
Além da materialidade das violências sexuais, esses dois estupros, com um complicador incestuoso (já que o “pai” jesuíta é também substituto do pai biológico e um pai intelectual), simbolizam o “assassinato de almas das crianças”, do qual são cumpados impunemente os colégios religiosos.
Cúmplice do “grupinho”, o exército termina o trabalho dos jesuítas, que Mirbeau chama de “apodrecedores de almas”, “trituradores de almas” : Sebastien morre de forma particularmente absurda durante um episódio da guerra de 1870, da qual, da mesma forma que o escritor, foi vítima do exército da região de Loire. As últimas linhas do romance nos mostram Bolorec levando o corpo de seu amigo e se perdendo na fumaça, “sob as balas e os estilhaços”.
O livro é uma crítica mordaz e direta a sociedade francesa, as instituições, a família, a religião católica. A mensagem que Mirbeau procura transmitir é manifestamente anárquica.
Diferentemente de outros romances de Mirbeau, a maior parte da narrativa é escrita na terceira pessoa por uma testemunha anônima, equivalente do escritor omnisciente, já que o estupro é do domínio do impronunciável : o relato do estupro stricto sensu é substituído por uma linha de pontos, como no caso de outro estupro, no romance “negro”, de 1882, L'Écuyère. No entanto, a segunda parte do romance tem vários fragmentos do diário de Sebastien, o que devolve ao texto sua parte de subjetividade.